# Хърбърт Рос
Хърбърт Рос (на английски: Herbert Ross) е американски актьор, хореограф, режисьор и продуцент.

## Биография
Хърбърт Рос е роден на 13 май 1927 година в Бруклин, Ню Йорк. Той е син на Луис Честър Рос, пощенски служител и съпругата му Марта (по баща Грундфаст). Родителите му са руско-еврейски имигранти. Когато Рос е на девет, майка му умира и баща му премества семейството в Маями и отваря ресторант за обяд.
След като напуска гимназията Рос се връща в Ню Йорк, за да преследва актьорска кариера, но се увлича по танците и учи танци.

### Кариера

#### Театър
Като танцьор Хърбърт Рос прави своя сценичен дебют през 1942 година в „Третата вещица“ на турне на театралната компания „Трупата на Макбет“. Следващата година прави първите си участия на Бродуей, като танцьор в „Нещо за момчетата“. Рос е бил танцьор в „Следвайте момичетата“ (1943 – 1944), „Laffing Room Only“ (1944 – 1945), „Beggar's Holiday“ (1946 – 1947) и „Виж, мамо, аз танцувам!“.
До 1950 г. той е хореограф в Американския балетен театър и хореографира първата си постановка на Бродуей, музикалната адаптация на Артър Шварц-Дороти Фийлдс на „Едно дърво расте в Бруклин“ (1951). За телевизията той хореографира „All Star Revue“, „Шоуто на Милтън Бърл и Шоуто на Стив Алън Плимут“. Първото назначение на Рос е, като хореограф кредитиране на „Кармен Джоунс“ (1954).
Отново на Бродуей той хореографира „Къща на цветята“ (1954) за Питър Брук и „Красивото тяло“ (1958). Той е хореограф на някои телевизионни промоции: „Шоуто на Джери Луис“ (1957), „Прекрасен град“ (1958), „Запознайте се с мен в Сейнт Луис“ (1959) и „Коледен фестивал“ (1959). На Бродуей Рос режисира и хореографира възраждането на „Rainbow на Finian“ (1960). През 1965 г. Рос хореографира оригиналната постановка на „В ясен ден, можете да видите завинаги“, и без кредит, поема кормилото от директора на звукозаписа Робърт Луис, когато мюзикълът се сблъсква с проблеми в Бостън по време на пробата му преди обиколката на Бродуей.
Хърбърт Рос заминава за Англия, където прави хореография на игралния филм „Младите“ (1961), с участието на Клиф Ричард. Той се завръща на Бродуей, за да бъде музикален директор на „The Gay Life“ (1961 – 1962) и „Мога да ви го взема на едро“ (1962), последният режисиран от Артър Лоранс и с участието на Барбра Страйсънд. Той прави „Вакханките“ (1961) за телевизия. След това хореографира втори мюзикъл на Клиф Ричард в Англия „Лятна почивка“ (1963). На Бродуей хореографира „Тавариш“ (1963) с Вивиан Лий и „Всеки може да подсвирква“ (1964) с Артър Лоранс.

#### Кино
Хърбърт Рос дебюира, като режисьор с музикалната версия на „Сбогом, г-н Чипс“ (1969), направен от Метро-Голдуин-Майер-Бритиш, с Питър О'Тул и Петула Кларк. Вторият филм на Рос като режисьор „Бухалът и котката“ (1970) е голям хит. Филмът е продуциран от Рей Старк и с участието на барбара Страйсънд.
Рос направи „T.R. Baskin“(1971), след това „Пусни го отново, Сам“ (1972), последният продуциран от Джейкъбс и с участието на Уди Алън по негова пиеса. Рос прави „Последният от Шийла“ (1973), написан в съавторство със Стивън Сондхайм и Антъни Пъркинс, и „Забавна дама“ (1975) със Старк и Страйсънд. Рос режисира „Слънчевите момчета“ (1975) по пиеса и сценарий на Нийл Саймън, поставяйки началото на дълго сътрудничество между двамата. Рос режисира „Седем центовото решение“ (1976) и „Повратна точка“ (1977), Рос продуцира последния.
Хърбърт Рос има два големи хита със сценарии на Саймън, продуцирани от Старк „Момиче за сбогом“ (1977) и „Калифорнийски апартамент“ (1978). Рос се завръща на Бродуей, за да режисира „Глава втора“ (1977 – 1979) на Нийл Саймън. След заснемането на балетния филм „Нижински“ (1980) [6] той режисира „Трябва да съм на снимки“ (1980 – 1981) на Саймън на Бродуей. Следва „Стотинки от рая“ (1981) и филмовата версия на „Трябва да съм на снимки“ (1982). Последният му филм със Саймън е „Макс Дуган се завръща“ (1983).
Рос има огромен успех с „Вихърът на танца“ (1984). Следватдве комедии „Протокол“ (1984) с Голди Хоун и „Тайната на моя успех“ (1987) с Майкъл Джей Фокс. По-малко успешен е „Танцьори“ (1987).

### Персонален живот
Хърбърт Рос се жени през 1959 г. за балерината Нора Кей, с която продуцира четири филма. През 1987 г. съпругата му Нора умира от рак.
През септември 1988 г. той се жени за втори път за Лий Радзивил, по-малката сестра на Жаклин Кенеди Онасис. Бракът завършва с развод през 2001 г., малко преди смъртта му. През 2013 г. Радзивил описва връзката им по следния начин: „Той със сигурност беше различен от всеки друг, с когото съм била, и филмовият свят звучеше вълнуващо. Е, не беше. Мразех Холивуд и провинциализма на индустрията... Хърбърт беше женен за балерината Нора Кей, докато тя почина, и без да знам, че все още е обсебен от нея. Беше „Нора каза това, Нора го направи така, Нора хареса кафяво и оранжево.“

### Смърт
Хърбърт Рос почива на 9 октомври 2001 г. от сърдечна недостатъчност в Ню Йорк. Мемориала за него се провежда в Majestic Theatre на West 44th Street в Ню Йорк, където Лесли Браун, Барбара Кук, Артър Лоранс, Марша Мейсън, Майк Никълс и Мери-Луиз Паркър говорят за Рос. Той е погребан с Кей в гробището Westwood Village Memorial Park в Лос Анджелис.

## Избрана филмография
| Година | Филм                 | Оригинално заглавие      |
| ------ | -------------------- | ------------------------ |
| 1977   | Момиче за сбогом     | The Goodbye Girl         |
| 1984   | Вихърът на танца     | Footloose                |
| 1987   | Тайната на моя успех | The Secret of My Succe$s |
| 1990   | Моите сини небеса    | My Blue Heaven           |
| 1995   | Забранено за момчета | Boys on the Side         |